# Lance Reddick
Lance Reddick, född 7 juni 1962 i Baltimore, Maryland, död 17 mars 2023 i Studio City, Los Angeles, Kalifornien, var en amerikansk skådespelare och musiker. Han var bland annat känd för att ha spelat Cedric Daniels i The Wire och Phillip Broyles i Fringe. Han spelade också rollen som Matthew Abaddon i Lost och Charon från John Wick-franchisen.

## Filmografi

### Filmer
| År   | Titel                                  | Roll                                 | Anmärkningar                   |
| ---- | -------------------------------------- | ------------------------------------ | ------------------------------ |
| 1998 | Lysande utsikter                       | Anton Le Farge                       |                                |
| 1998 | Godzilla                               | Soldat på Manhattan Bridge           | Uncredited                     |
| 1998 | The Siege                              | FBI Agent Floyd Rose                 |                                |
| 2000 | I Dreamed of Africa                    | Simon                                |                                |
| 2001 | Don't Say a Word                       | Arnie                                |                                |
| 2002 | Bridget                                | Black                                |                                |
| 2004 | Brother to Brother                     | James Baldwin                        |                                |
| 2006 | Dirty Work                             | Manning                              |                                |
| 2008 | Tennessee                              | Frank                                |                                |
| 2009 | The Way of War                         | The Black Man                        |                                |
| 2010 | Jonah Hex                              | Smith                                |                                |
| 2011 | Remains                                | Ramsey                               |                                |
| 2012 | Won't Back Down                        | Charles Alberts                      |                                |
| 2013 | White House Down                       | General Caulfield                    |                                |
| 2013 | Oldboy                                 | Daniel Newcombe                      |                                |
| 2014 | Faults                                 | Mick                                 |                                |
| 2014 | The Guest                              | Major Richard Carver                 |                                |
| 2014 | Search Party                           | Cal                                  |                                |
| 2014 | John Wick                              | Charon                               |                                |
| 2015 | Parallel Man: Infinite Pursuit         | Atlas                                | Röst Kortfilm                  |
| 2015 | Fun Size Horror                        | Oscar                                | Kortfilm Del: "The Collection" |
| 2017 | John Wick: Chapter 2                   | Charon                               |                                |
| 2018 | Little Woods                           | Officer Carter                       |                                |
| 2018 | Monster Party                          | Milo                                 |                                |
| 2018 | The Domestics                          | Nathan Wood                          |                                |
| 2019 | John Wick: Chapter 3 – Parabellum      | Charon                               |                                |
| 2019 | Angel Has Fallen                       | Secret Service Director David Gentry | [ 5 ]                          |
| 2020 | Sylvie                                 | Herbert                              |                                |
| 2021 | Godzilla vs. Kong                      | Guillermin                           |                                |
| 2023 | John Wick: Chapter 4                   | Charon                               |                                |
| 2023 | White Men Can't Jump                   | Benji Allen                          |                                |
| 2025 | From the World of John Wick: Ballerina | Charon                               |                                |

### TV
| År          | Titel                                  | Roll                             | Anmärkningar |
| ----------- | -------------------------------------- | -------------------------------- | --- |
| 1996        | New York Undercover                    | Oscar Griffin                    | Avsnitt: "The Enforcers" |
| 1996        | Swift Justice                          | Jim Stark                        | Avsnitt: "Bad Medicine" |
| 1997        | The Nanny                              | Stage Hand                       | Avsnitt: "Fair Weather Fran" |
| 1997        | What the Deaf Man Heard                | George Thacker                   | TV-film |
| 1998        | The Fixer                              | Tyrell Holmes                    | TV-film |
| 1998        | Witness to the Mob                     | Foreman Trial #2                 | TV-film |
| 1999        | The West Wing                          | DC Police Officer                | Avsnitt: "In Excelsis Deo" |
| 2000        | Falcone                                | Det. Willis Simms                | 3 avsnitt |
| 2000        | The Corner                             | Marvin                           | 2 avsnitt |
| 2000–2001   | Oz                                     | Johnny Basil                     | Återkommande roll |
| 2000 – 2001 | Law & Order: Special Victims Unit      | Dr. Taylor                       | Återkommande roll |
| 2001        | I lagens namn                          | Captain Gasana                   | Avsnitt: "Soldier of Fortune" |
| 2002        | 100 Centre Street                      | Kwame Sekou                      | Avsnitt: "Fathers" |
| 2002        | Keep the Faith, Baby                   | J. Raymond Jones                 | TV-film |
| 2002–2008   | The Wire                               | Cedric Daniels                   | Huvudroll |
| 2003        | Law & Order: Criminal Intent           | Jack Bernard                     | Avsnitt: "Probability" |
| 2004        | Law & Order                            | FBI Special Agent Jamal Atkinson | Avsnitt: "City Hall" |
| 2005        | Independent Lens                       | James                            | Avsnitt: "Brother to Brother" |
| 2005–2006   | CSI: Miami                             | FBI Agent David Park             | 3 avsnitt |
| 2007        | Numb3rs                                | Lieutenant Steve Davidson        | Avsnitt: "End of Watch" |
| 2008–2009   | Lost                                   | Matthew Abaddon                  | 4 avsnitt |
| 2008–2013   | Fringe                                 | Phillip Broyles                  | Huvudroll Nominerad—Saturn Award for Best Guest Starring Role on Television Nominerad—Saturn Award for Best Supporting Actor on Television |
| 2010        | Svetlana                               | Lance                            | Avsnitt: "Snatchengil for the Stars" |
| 2011        | Aqua Teen Hunger Force                 | Freedom Cobra (röst)             | Avsnitt: "Freedom Cobra" |
| 2011        | It's Always Sunny in Philadelphia      | Reggie                           | Avsnitt: "Frank's Brother" |
| 2012        | The Avengers: Earth's Mightiest Heroes | Falcon (röst)                    | 2 avsnitt |
| 2012        | Tron: Uprising                         | Cutler (röst)                    | 3 avsnitt |
| 2013        | Wilfred                                | Dr. Blum                         | Avsnitt: "Perspective" |
| 2013        | NTSF:SD:SUV::                          | Senor Dicks                      | Avsnitt: "TGI Murder" |
| 2013        | Comedy Bang! Bang!                     | Angelfire                        | Avsnitt: "Andy Samberg Wears A Plaid Shirt And Glasses"                                                                                    |
| 2013        | The Eric Andre Show                    | Himself                          | Avsnitt: "Lance Reddick; Harry Shum Jr" |
| 2014        | Beware the Batman                      | Ra's al Ghul (röst)              | 3 avsnitt |
| 2014        | American Horror Story: Coven           | Papa Legba                       | 3 avsnitt |
| 2014–2021   | Bosch                                  | Deputy Chief Irvin Irving        | Huvudroll Nominerad—Saturn Award for Best Supporting Actor on Television                                                                   |
| 2014        | Intelligence                           | DCI Jeffrey Tetazoo              | 5 avsnitt |
| 2014        | The Blacklist                          | The Cowboy                       | 2 avsnitt |
| 2014        | Key & Peele                            | Johnson Family Member            | Avsnitt: "Gay Wedding Advice" |
| 2015        | Castle                                 | Keith Kaufman                    | Avsnitt: "Hollander's Woods" |
| 2015        | Tim & Eric's Bedtime Stories           | Joseph Zagen                     | Avsnitt: "Tornado" |
| 2017        | Rick and Morty                         | Alan Rails (röst)                | Avsnitt: "Vindicators 3: The Return of Worldender"                                                                                         |
| 2018–2020   | Corporate                              | Christian DeVille                | Återkommande roll |
| 2018        | American Horror Story: Apocalypse      | Papa Legba                       | Avsnitt: "Traitor" |
| 2019        | Ducktales                              | General Lunaris (röst)           | Återkommande roll |
| 2021        | Young Sheldon                          | Professor Boucher                | |
| 2023        | Percy Jackson och olympierna           | Zeus                             | |

### TV-spel
| År   | Titel                      | Roll             | Anmärkningar         |
| ---- | -------------------------- | ---------------- | -------------------- |
| 2009 | 50 Cent: Blood on the Sand | Derek Carter     |                      |
| 2014 | Destiny                    | Commander Zavala | [ 6 ]                |
| 2016 | Quantum Break              | Martin Hatch     | Också motion capture |
| 2017 | Payday 2                   | Charon           |                      |
| 2017 | Horizon Zero Dawn          | Sylens           |                      |
| 2017 | Destiny 2                  | Commander Zavala |                      |
| 2018 | Destiny 2: Forsaken        | Commander Zavala |                      |
| 2019 | Destiny 2: Shadowkeep      | Commander Zavala |                      |
| 2019 | John Wick Hex              | Charon           |                      |
| 2022 | Horizon Forbidden West     | Sylens           |                      |